# قرار مجلس الأمن التابع للأمم المتحدة رقم 127
قرار مجلس الأمن التابع للأمم المتحدة رقم 127، الذي اعتمد في 22 يناير 1958، تناول شكوى مقدمة من الأردن فيما يتعلق بالأنشطة الإسرائيلية بين خطوط الهدنة الفاصلة. آخذاً في الاعتبار تقرير من رئيس الأركان بالنيابة لهيئة الأمم المتحدة لمراقبة الهدنة في فلسطين، أشار المجلس إلى أن لا إسرائيل أو الأردن تتمتعان بالسيادة على أي جزء من المنطقة. ثم قام المجلس بتوجيه رئيس الأركان لتنظيم الأنشطة في المنطقة لكي لا يسمح للإسرائيليين باستخدام الأملاك العربية والعكس بالعكس، ووجه رئيس الأركان لإجراء مسحاً لسجلات الممتكلات بهدف تحديد سجلات الممتكلات بهدف تحديد ملكية الممتكلات في المنطقة.
وأيد القرار بعدها التوصية بأن تناقش الأطراف، من خلال لجان الهدنة المشتركة، الأنشطة المدنية في المنطقة وأنه ينبغي وقف هذه الأنشطة في المنطقة حتى يمكن التوصل إلى اتفاق. ثم دعا المجلس جميع الأطراف احترام اتفاق الهدنة العامة ومن رئيس الأركان تقديم تقرير إلى المجلس عن تنفيذ هذا القرار.
وأقر القرار جميع أعضاء المجلس.